# Club Atlético Celaya
O Club Atlético Celaya foi um clube de futebol com sede em Celaya, Guanajuato, México.

## História
O clube foi fundado em 1994 com a fusão de Atletico Cuernavaca (Morelos) e Escuadra Celeste de Celaya (Guanajuato), foi dissolvido em 2003.
Foi o último clube da carreira de Hugo Sánchez.